# Письмовий стіл

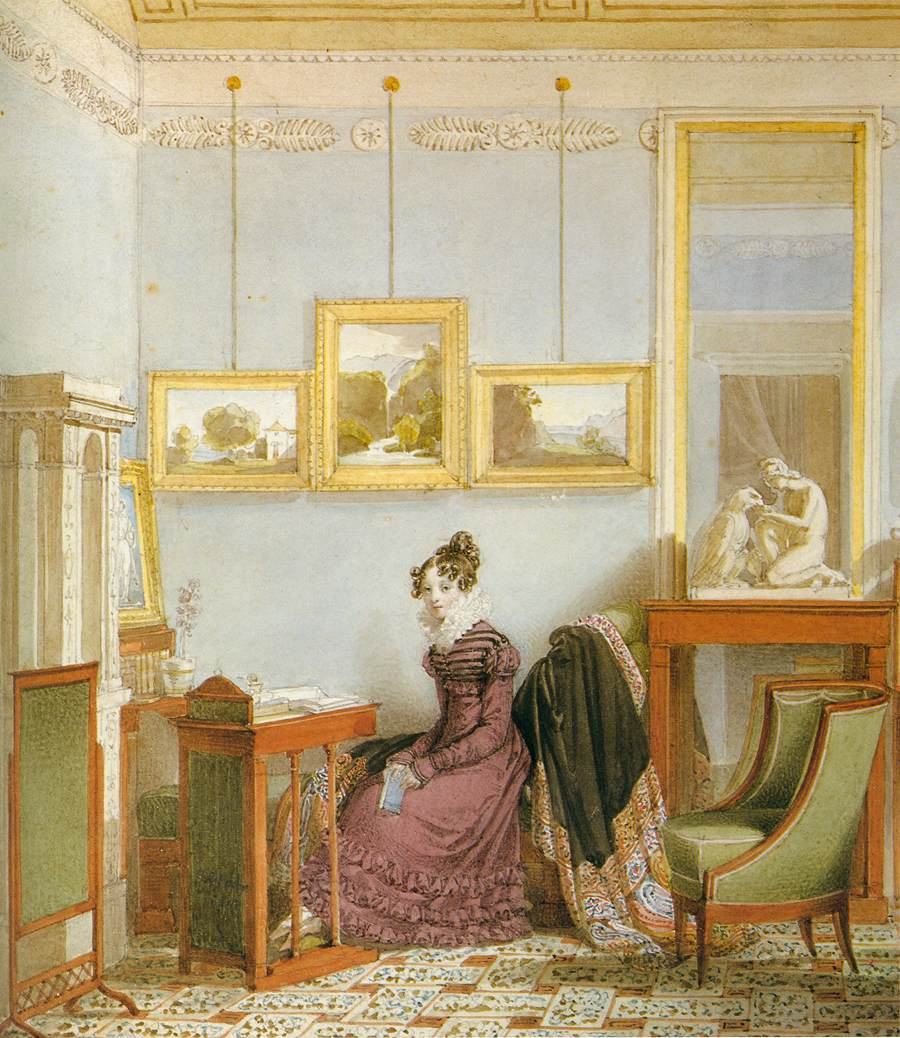
Йоган Ендер. «Пані за письмовим столом», 1820 р.

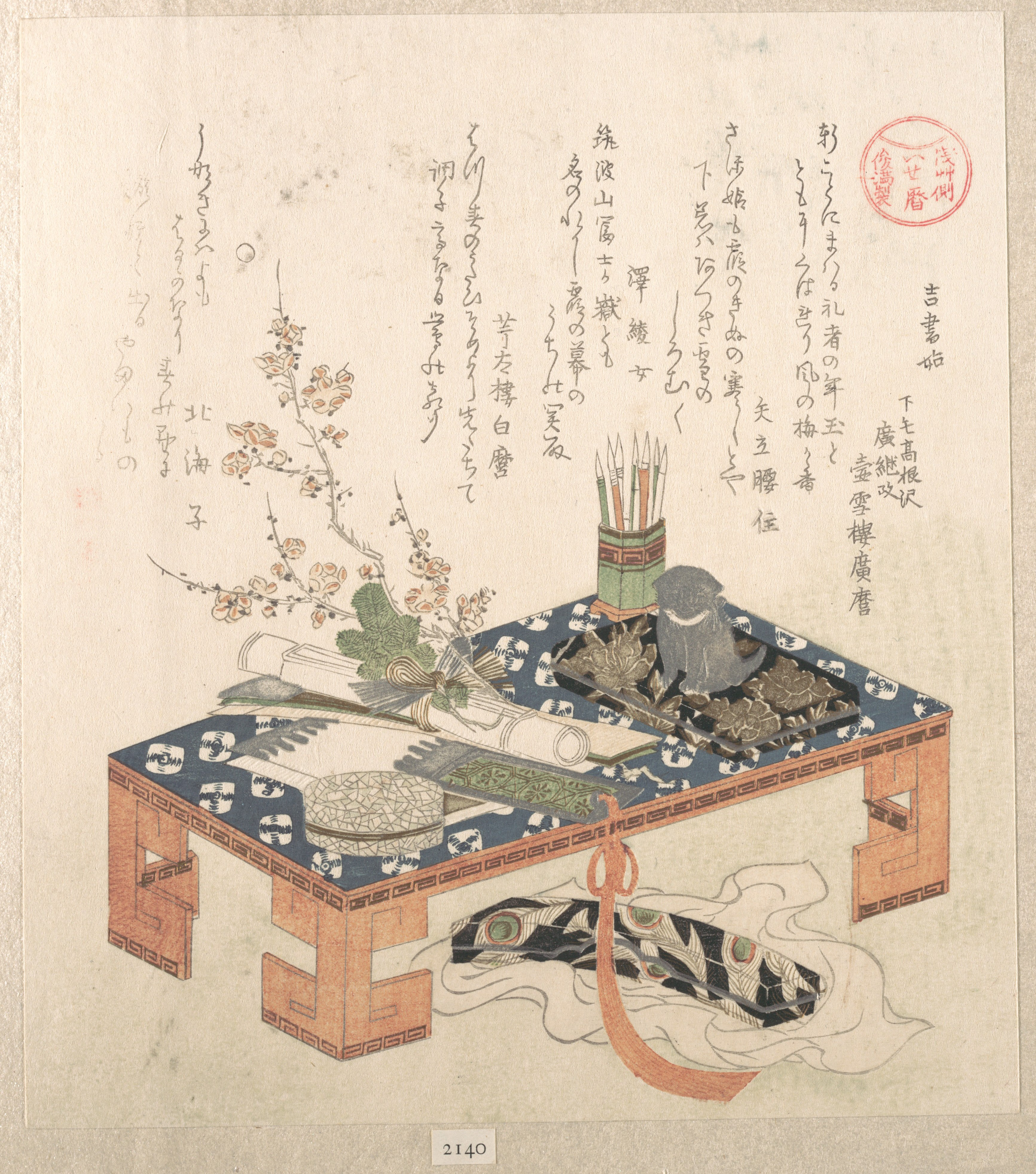
Кубо Шунман. «Японський письмовий стіл з приладами для малювання та гілкою сливи».

Письмовий стіл — кабінетний стіл для виконання письмових та інших робіт.

## Історія
Меблі для бідних верств населення і багатіїв давно розійшлися в своєму виконанні, використанні матеріалів і функціональному призначенні. Це особливо відбилося на палацових меблях доби бароко, котрі посідають видатне місце в мистецтві взагалі. Ускладнилися засоби обробки меблів, використання різноманітних матеріалів(метали, дерев'яна мозаїка-маркетрі, панцирі черепах), їх комбінація. Виникають меблі з розкішним різьбленням чи імітацією архітектури — розірвані фронтони, карнизи, колони тощо. Особливе місце серед палацових меблів посів кабінет — різновид меблів для зберігання коштовностей, монет і медалей, мережива, колекцій мінералів, листів і приладдя для листування, маленьких витворів мистецтва тощо. Кабінет став героєм палацових інтер'єрів і барокових натюрмортів . Винайшли і кабінет-секретер з відкидною кришкою для листування. Назву кабінет пізніше перенесли і на залу, де вони стояли. Так виникає зала-кабінет.
Необхідною частиною кабінету стає і письмовий стіл, де зручно відповідати на листи, створювати інвентарі чи каталоги, піддаватись мріям, спілкуванню з друзями чи натхненню, творчості.
Антикласичне за суттю мистецтво рококо відмовилось від прямих ліній і надало престижності і вартості дивацькому, чудернацькому поєднанню хвилястих ліній, дрібних орнаментів, мушель, квітів, рослинних візерунків. Серед майстрів рококо Франції — Жермен Бофран (1667—1754), Франсуа Буше (1703—1770), Антуан Ватто (1684—1721). Меблі рококо, як і живопис, наче ілюстрація до головного слова доби — каприз, примха. Вони надзвичайно легкі, невеличкі, хвилясті, перенасичені орнаментами, але зручні. Вони перебували в ансамблі з рококовими виробами з порцеляни, срібла, перламутру, бурштину, золоченого дерева і навіть пап'є-маше.
Прямі лінії і функціональність без зайвих оздоб в кабінетні меблі повернули класицизм і ампір.

## Стилістика
Письмовий стіл перебирає на себе і панівний стиль доби. Відомі письмові столи доби бароко, рококо, класицизму, сецесії. В 18-му столітті надзвичайно поширилось приватне листування. Це сприяло замовам на зручні і легкі письмові столи для різних верств населення, позбавлених важких чи надто коштовних (золочених) барокових оздоб.

## Конторка

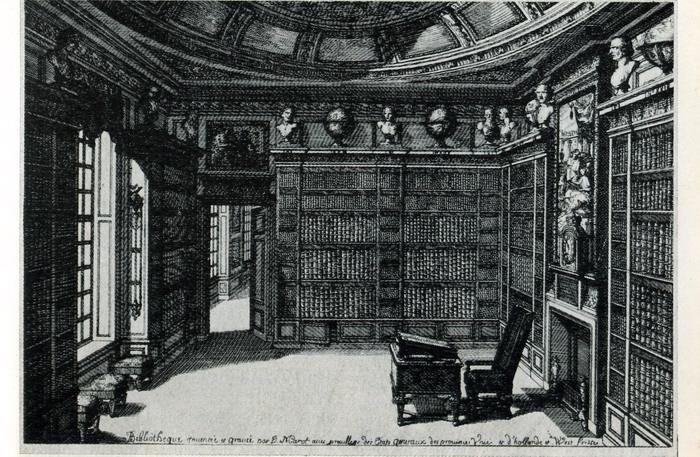
Даніель Маро. «Проект бібліотеки з письмовим столом та конторкою», гравюра до 1708 року.

Розповсюдження письмових столів і кабінетної роботи обумовило появу конторок, невеличкого меблевого додатку з похиленою поверхнею, дещо зручнішою для листування, для створення рукописів. Використання кабінетних конторок зафіксоване вже в проектах-гравюрах Даніеля Маро 1708 року.
Власну кабінетну конторку (окрім письмового столу) мав поет Олександр Пушкін. Зручна конторка Пушкіна дозволяла працювати навіть напівлежачі на дивані. Конторка мала декілька шухлядок і відділень та пристосувань для каламаря та гусячих пер, а також висувну стулку. Конторка дозволяла працювати вечорами з олійною лампою.

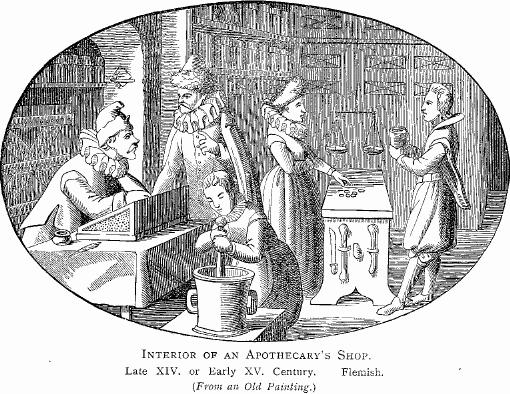
Використання конторки в аптеці початку 15 ст., гравюра
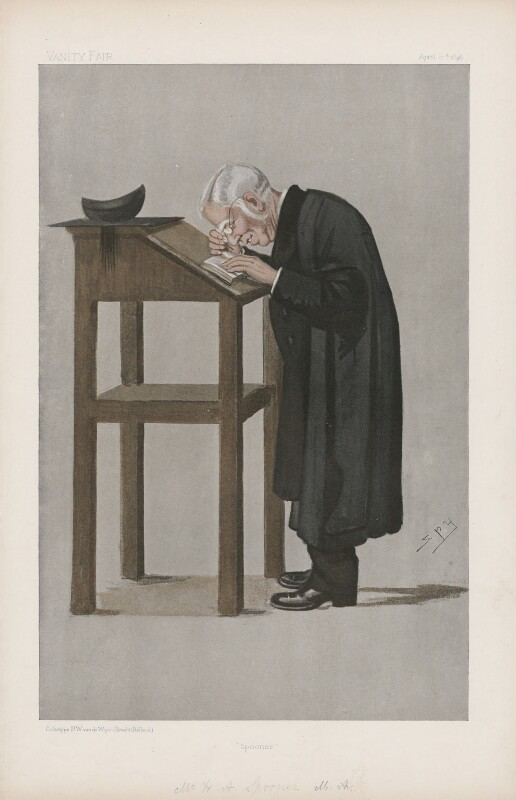
Праця за конторкою стоячи.

## Меморіальні столи відомих письменників і музеї
Дев'ятнадцяте століття було століттям великої літератури і великих письменників. Створювались романи, оповідання, мемуари, щоденники, низка письменників працювала в дрібних формах і жанрах (байка, епіграма тощо).
Смерть відомого поета чи письменника стає державною подією, на яку реагують політики, секретні служби, пересічні сучасники. Письмовий стіл померлого згодом набув статусу меморіальної речі. В новостворені літературні музеї розшукують і передають письмові столи Бальзака, Пушкіна, Івана Тургенєва, Антона Чехова.

## Дизайнерські проекти письмових столів

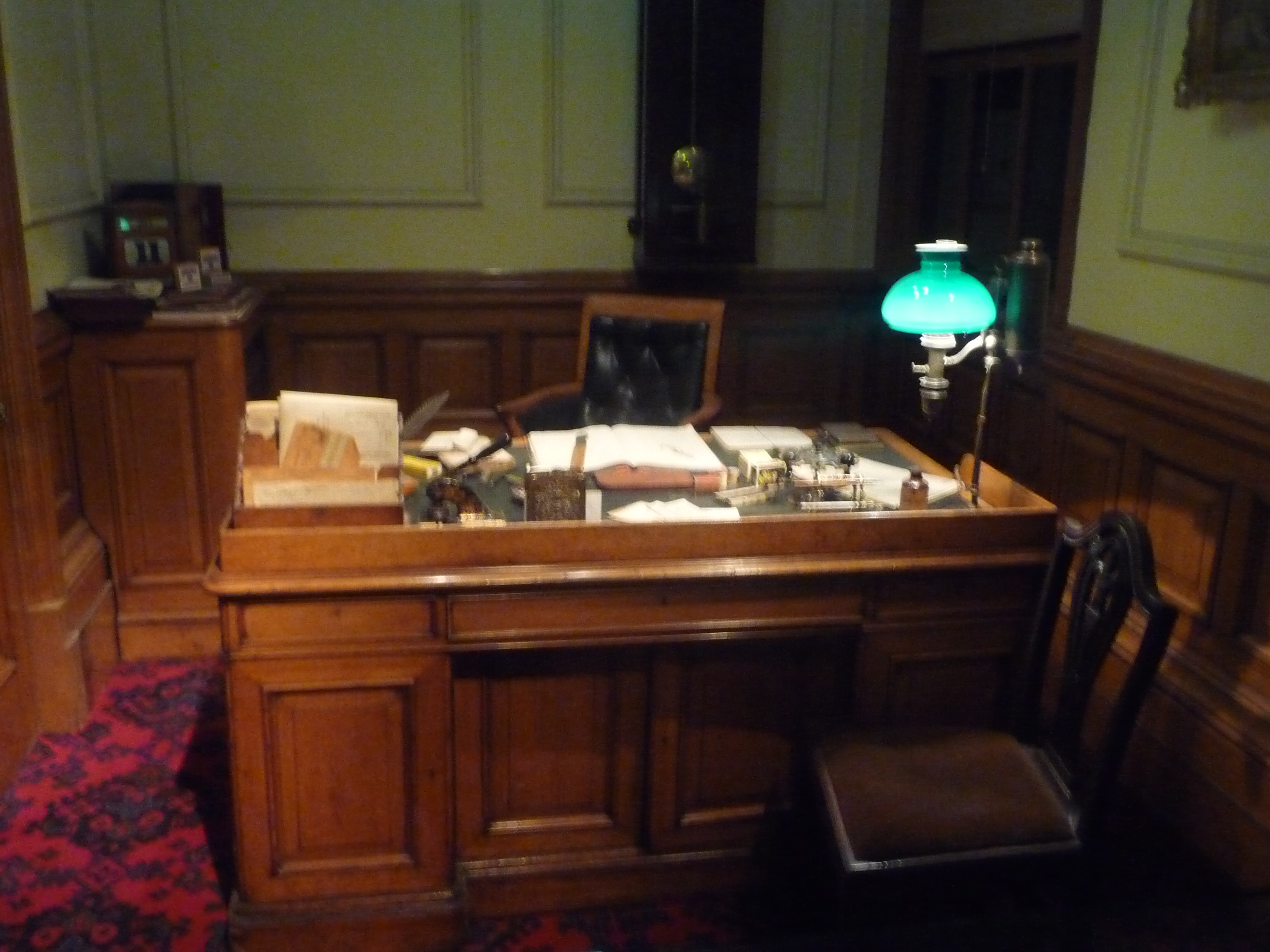
Письмовий стіл банківського менеджера, Вікторіанська доба, Музей Лондона.

До створення нових проектів письмових столів наприкінці 19 ст. і в 20 ст. звернулась низка дизайнерів різних країн — Карло Бугатті, Тіффані, Гектор Гімар тощо. Випробують як деревину, метали, так і новітні матеріали або їх комбінації. Сенсацію 1902 року на виставці в Турині викликав дамський письмовий стіл роботи Карло Бугатті з деревини і покриттям пергаментом та стулкою міді.
Ювеліри створили стіл із чистого срібла, але кількість декору була такою надмірною, що він практично втратив функціональність (королівська колекція, Англія). Модернові, незвичні і несподівані форми письмових столів запропонували дизайнери Японії, використавши ті ж пластмаси і для столу, і для декору стін кабінету.